# 歯髄
歯髄（しずい）は、歯の内部（歯髄腔）において存在する疎線維性結合組織のことである。俗に言う「歯の神経」。

## 構造
歯髄の外形は象牙質の外形にほぼ一致しており、髄質の部分を冠部歯髄、根管部分を根部歯髄と呼ぶ。特に、髄室角を満たす歯髄を髄角と呼称する。
歯髄は象牙質直下の冠部歯髄を表層から象牙芽細胞層(odontoblastic zone)、細胞希薄層(cell-free zone)、細胞稠密層(cell-rich zone)、歯髄の中心部(pulp core)と4層に区分することができる。ただし根部歯髄では細胞希薄層が不明瞭となる。象牙芽細胞層から細胞希薄層にかけては血管が豊富で、細胞希薄層から細胞稠密層にかけてはRaschkow神経叢が発達している。このRaschkow神経叢から枝分かれしたものの一部が象牙細管内に侵入し、象牙芽細胞の突起に結合している。髄角は歯髄のなかでも血管と神経の両方がよく発達している。
歯髄は多種多様な細胞成分を含んでおり、象牙質を髄側から形成する象牙芽細胞、コラーゲン線維の形成と分解を行う線維芽細胞（歯髄細胞）、血管の周りに存在し象牙芽細胞や線維芽細胞へと分化する未分化間葉細胞（歯髄幹細胞）が存在する。また免疫細胞としてマクロファージやリンパ球、樹状細胞が存在しており、化膿性歯髄炎の際は好中球などもみられる。

## 機能
- 歯髄原基の時期には口腔上皮を分化させ、歯堤およびエナメル器形成を誘導する。
- 象牙質を産生する。
- 象牙芽細胞とその突起とを通じて、また血管によって象牙質を養う。
- 歯牙の感覚を司る（象牙細管を通じて象牙質の知覚を司る）。この場合、刺激に対する反応は疼痛となって現れる。
- 機械的、温熱的、化学的、細菌などの刺激に対して修復象牙質を産生する。また細菌感染などによる炎症に対して免疫反応を働かせる。

## 歯髄バンク
歯髄は、骨髄よりも幹細胞がとり易く、さらに歯で守られていることから紫外線などによる遺伝子の損傷も少ない。
そのことから、将来の再生医療に向けて歯髄を保存する歯髄細胞バンクが民間企業により設立されている。